# Chaetodus rodolfo
Chaetodus rodolfo är en skalbaggsart som beskrevs av Federico Ocampo 2006. Chaetodus rodolfo ingår i släktet Chaetodus och familjen Hybosoridae. Inga underarter finns listade i Catalogue of Life.